# Мартинсоне, Мирдза
Ми́рдза Ма́ртинсоне (латыш. Mirdza Martinsone; род. 16 августа 1951, Рига, Латвийская ССР, СССР) — советская и латвийская актриса театра и кино.

## Биография
По окончании школы Мирдза поступила в Рижский политехнический институт и собиралась стать химиком. По вечерам она посещала занятия в Народной студии киноактёра (1971), где велись занятия для молодых людей-любителей киноискусства, а также школьников. Дарование Мартинсоне было замечено, и ей посоветовали поступить на театральный факультет Латвийской государственной консерватории им. Я. Витола, который окончила в 1974 году и стала актрисой Рижского художественного академического театра драмы им. Я. Райниса (ныне Театр Дайлес), на сцене которого играет и в настоящее время.
Как считает сама Мартинсоне, актрисой она стала именно в театре, однако популярность принесли ей, спустя время, работы в кино. К началу девяностых Мартинсоне в театре исполнила несколько заметных ролей: Аснате («Язеп и его братья», пьеса Я. Райниса), Вера («Обрыв» И. Гончарова), Матильда («Блудный сын» Р. Блауманиса).
Её путь в кино начинался с небольших ролей. Кинодебют состоялся ещё в 1970 году: Мирдза Мартинсоне исполнила эпизодическую роль в фильме «Стреляй вместо меня» режиссёра Яниса Стрейча.
Популярность Мирдзе Мартинсоне принесла роль Джинни Гордон в фильме «Мираж», снятом в 1983 году режиссёром Алоизом Бренчем по мотивам романа Джеймса Хедли Чейза «Весь мир в кармане». Ещё одна любимая зрителями роль Мартинсоне — Дина в «Малиновом вине». Её незаурядная внешность пользовалась спросом — Мартинсоне чаще всего снимали в образе «иностранок» и работала она не только на Рижской киностудии. В её послужном списке роли Бесси Битти в «Красных колоколах» С. Бондарчука, жена Ф. Пауэрса в «Мы обвиняем» Т. Левчука, француженки в «Охоте на дракона», американки в литовской картине «Адвокат».

## Личная жизнь
- Бывший муж — латвийский актёр Мартиньш Вердиньш (младший) (р. 25 января 1941);
  - Дочь — Мадара Мартинсоне (р. 1978);
  - Сын — Мартиньш Матисс Вердиньш (р. 1989)

## Творчество

### Роли в кино
1. 1970 — Стреляй вместо меня — Акулинушка
2. 1970 — Клав — сын Мартина — Мира
3. 1974 — Нападение на тайную полицию — Аустра
4. 1975 — Стрелы Робин Гуда — Леди Анна
5. 1976 — Смерть под парусом — Тони Гилмор
6. 1976 — Эта опасная дверь на балкон — Эдита
7. 1977 — Мужчина в расцвете лет — Велта
8. 1977 — Будьте моей тёщей! — Инга
9. 1978 — Большая новогодняя ночь — эпизод
10. 1979 — Незаконченный ужин — Сара Муберг
11. 1979 — Ждите «Джона Графтона» — Елена Павловна
12. 1980 — Испанский вариант — Мэри Пейдж
13. 1982 — Забытые вещи — фирмачка
14. 1982 — Красные колокола — Бэсси Битти
15. 1982 — Личная жизнь Деда Мороза — жена Роберта
16. 1983 — Мираж — Джинни Гордон (главная роль; озвучила Ирина Губанова)
17. 1983 — Погода на август — Регина, мать Илмара
18. 1983 — Полёт через Атлантический океан — француженка
19. 1983 — Богач, бедняк — Кейт
20. 1984 — Когда сдают тормоза — Лигита
21. 1984 — Нужна солистка — Хелга
22. 1985 — Малиновое вино — Дина
23. 1985 — Мальчик-с-пальчик — Мать Леса
24. 1985 — Мы обвиняем — Барбара
25. 1985 — Тайная прогулка — Ниёле, разведчик Красной армии с позывным «Беркут», литовка (главная роль)
26. 1986 — Все против одного — Лоретта Хартер
27. 1986 — Охота на дракона — Иветта
28. 1986 — Семья Зитаров — Анна
29. 1987 — Отряд специального назначения — Лидия Лисовская
30. 1987 — Фотография с женщиной и диким кабаном — Юдита
31. 1987 — Стечение обстоятельств — актриса
32. 1989 — Тапёр — Мара
33. 1991 — В петле — Спулга Нарковска
34. 1992 — Паук (Zirneklis) — мать Виты
35. 1993 — Синдром одержимости — Маргарита
36. 1997 — Жернова судьбы — Намеда
37. 2000 — Мистерия старой управы — поклонница Маэстро
38. 2000 — Душечка Моника — Моника
39. 2001 — Дама в автомобиле в очках и с ружьём
40. 2012 — Единственный мой грех — Лаура, хозяйка галереи
41. 2013 — Тётушки — преподаватель
42. 2014 — Мамы 3
43. 2014 — Сын — сиделка
44. 2015 — Алёшкина любовь — врач скорой помощи
45. 2015 — Рождённая звездой — мать Клаудии

### Роли в театре
1. Čigāniete / Dāma / tauta — (K.Lāča, J.Elsberga, E.Mamajas «Oņegins», 2013)
2. Rembēniete («Trīnes grēki», 2012)
3. Māte (E. Sniedzes «Pasaka par vērdiņu — 2012», 2011)
4. Madmuazele Šušū (M. Sebastiana «Noslēpumainā zvaigzne», 2011)
5. Parīzes bordeļa madāma («Trīs Sprīdīši: turp un atpakaļ», 2011)
6. Sāra Bernāra (O. Eskina «Duets», 2010) и др.[2]